# Piranga leucoptera
Piranga leucoptera là một loài chim trong họ Cardinalidae.